# Albert Bierstadt
Albert Bierstadt (Solingen, 7 januari 1830 - New York, 18 februari 1902) was een Duits-Amerikaanse kunstschilder die beroemd is geworden door zijn uitbundige landschapschilderijen van het Amerikaanse Westen. Bierstadt heeft verschillende reizen gemaakt naar het Westen en alhoewel hij niet de eerste was om die plaatsen te schilderen, heeft hij aan deze werken zijn grote bekendheid te danken.
Bierstadt was lid van de Hudson River School, een informele groep van gelijkgezinde romantisch-geïnspireerde kunstschilders. Ze maakten zorgvuldig gecomponeerde landschappen met oog voor detail, voorzien van romantisch gloeiend licht. De schilderstijl die daardoor wordt gekenmerkt, noemt men luminisme.
Als kunstenaar van het Amerikaanse Westen kan Bierstadt ook gezien worden als een lid van de Rocky Mountain School, waartoe ook Thomas Moran behoorde.

## Geselecteerde werken

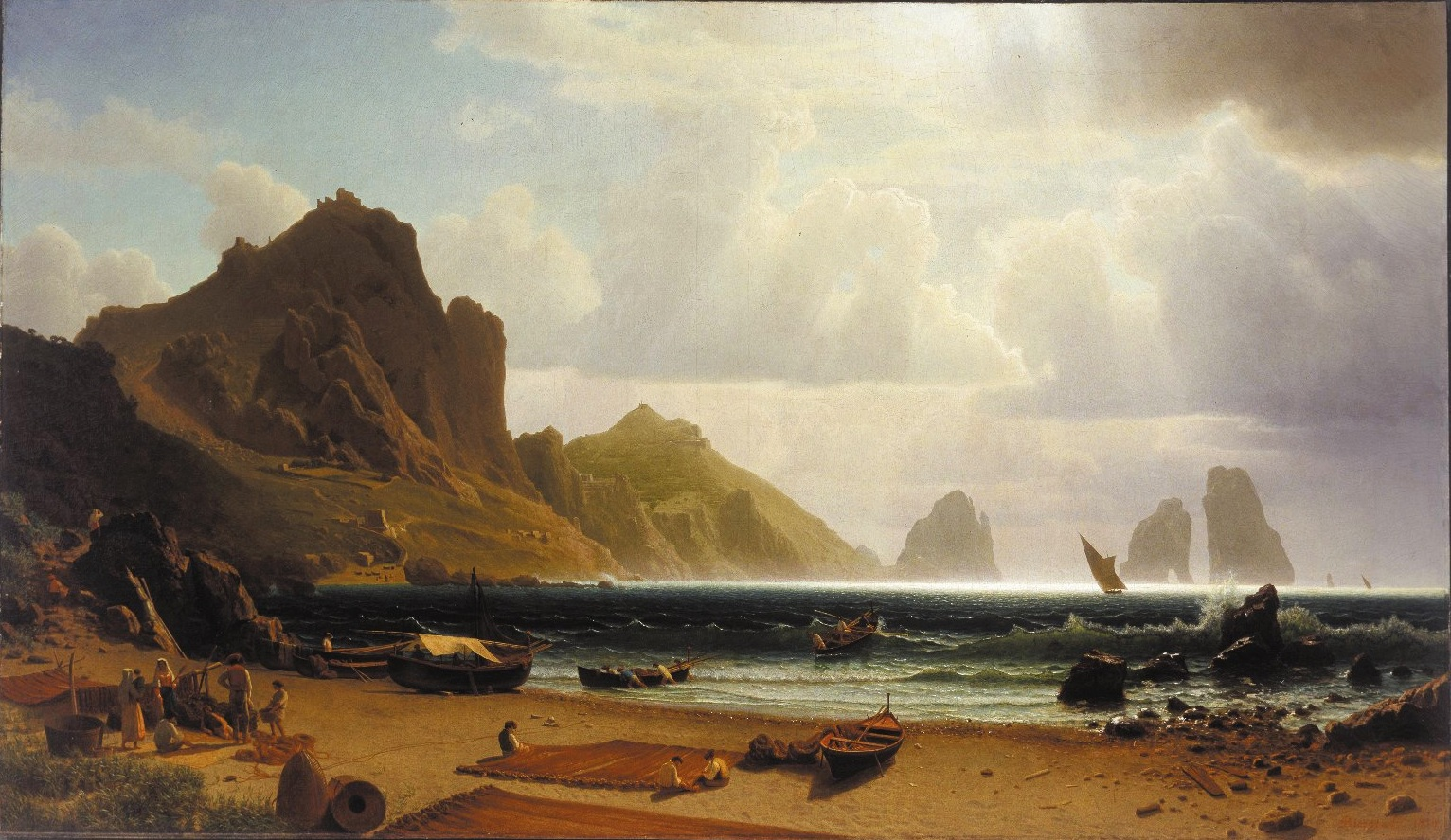
The Marina Piccdola, Capri, 1859, Albright-Knox Art Gallery, Buffalo NY
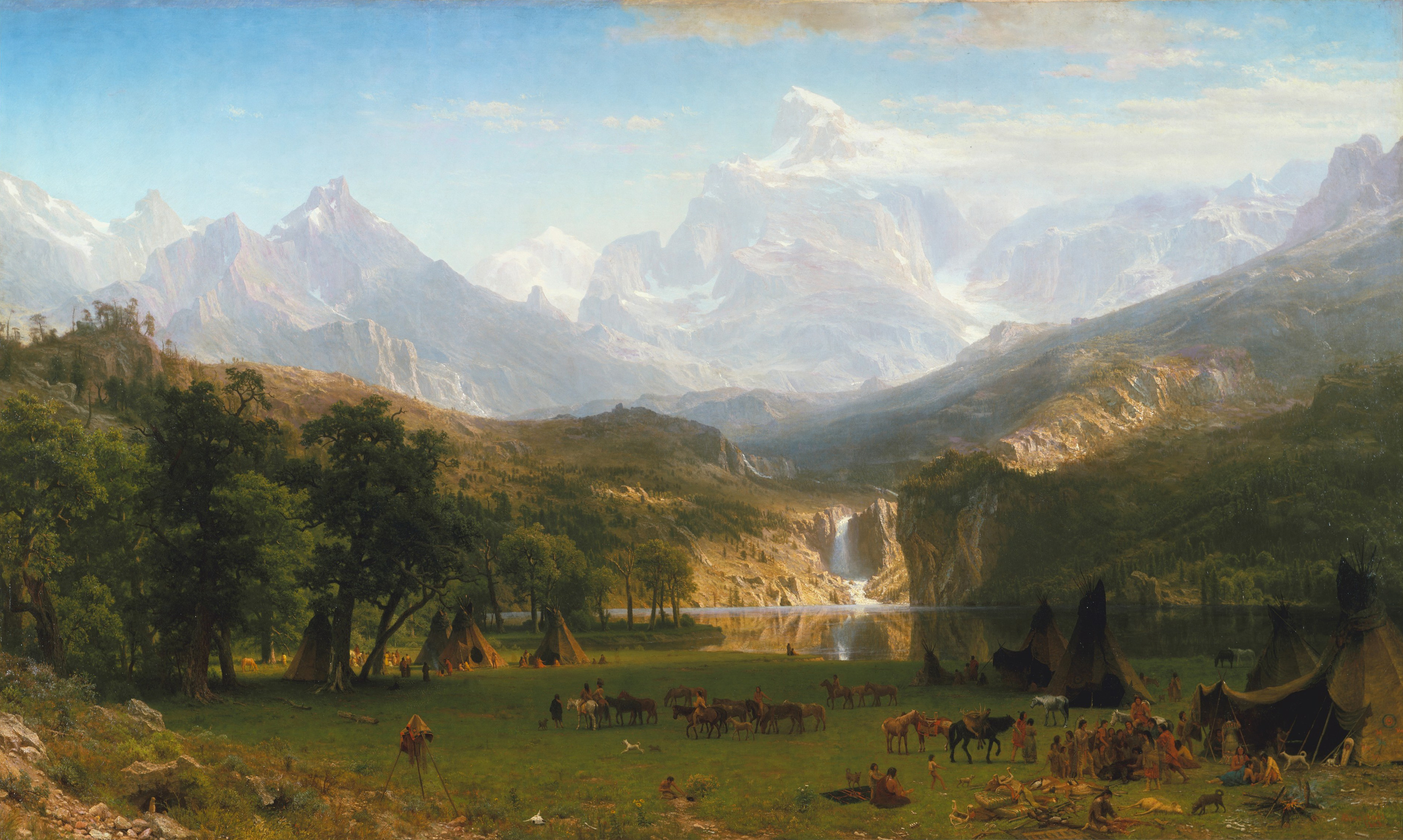
The Rocky Mountains, Lander's Peak, 1863, Metropolitan Museum of Art, New York
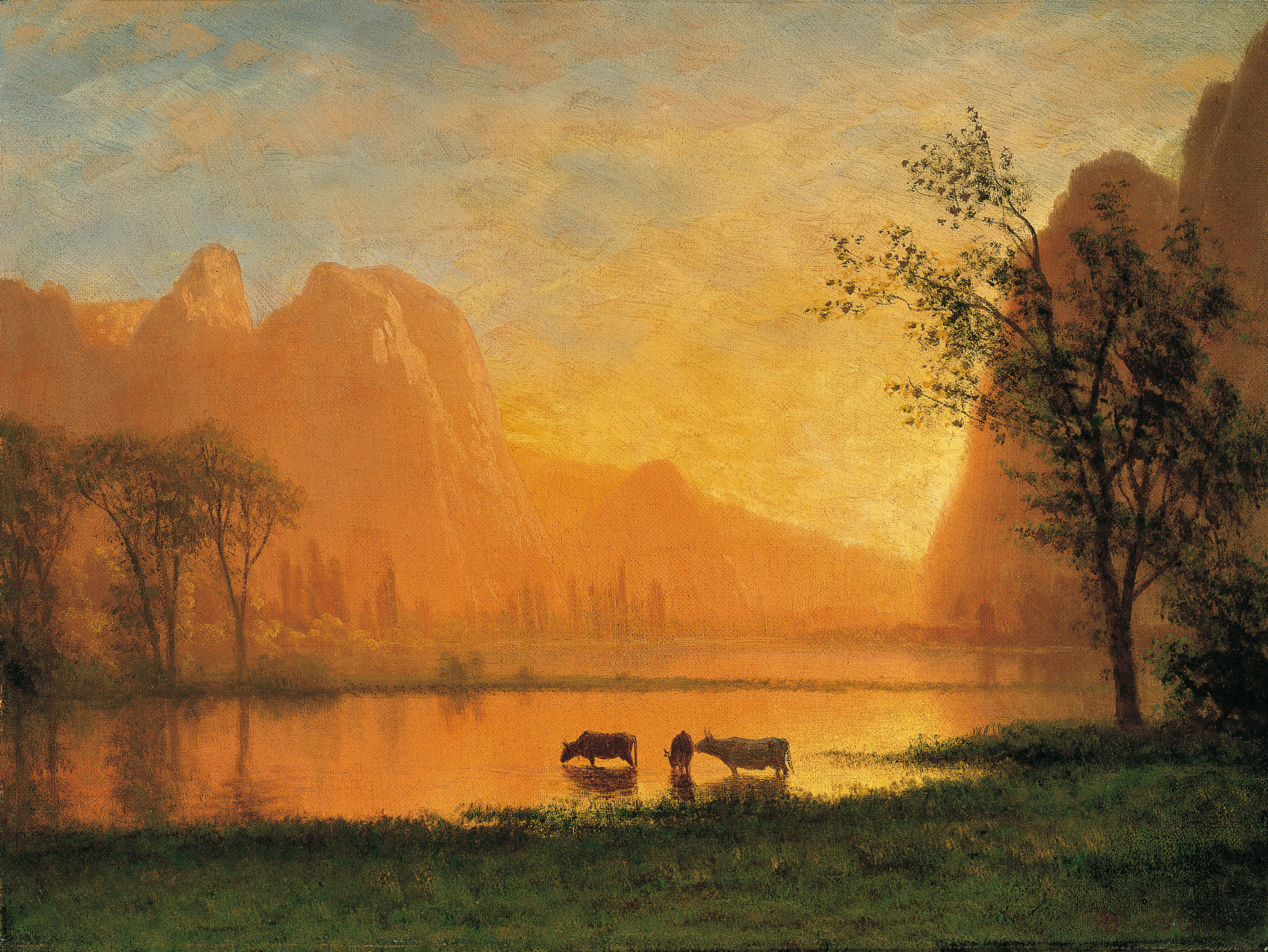
Sundown at Yosemite, ca. 1863, Museo Thyssen-Bornemisza, Madrid
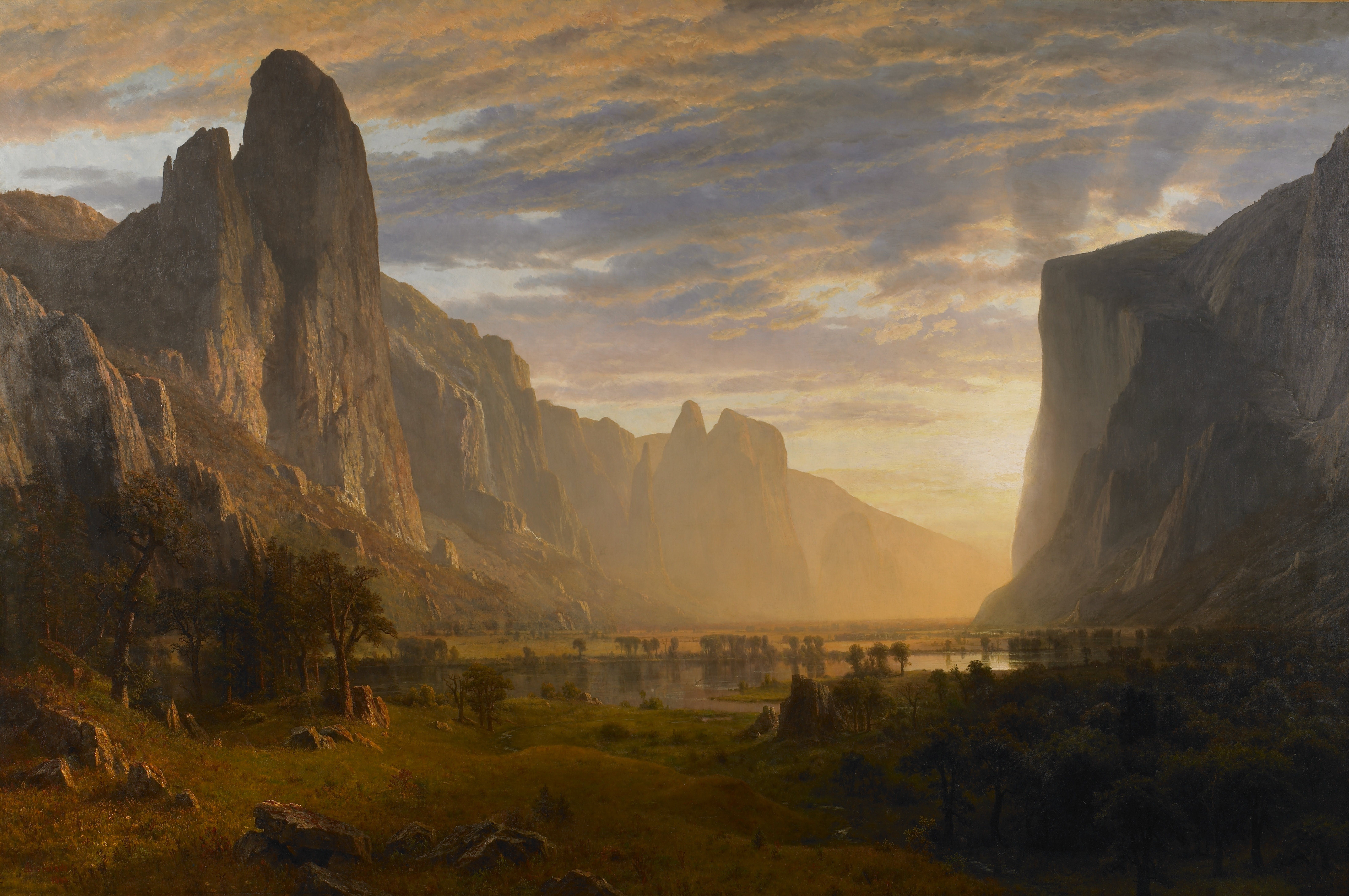
Looking Down Yosemite Valley, California, 1865, Birmingham Museum of Art, Birmingham AL
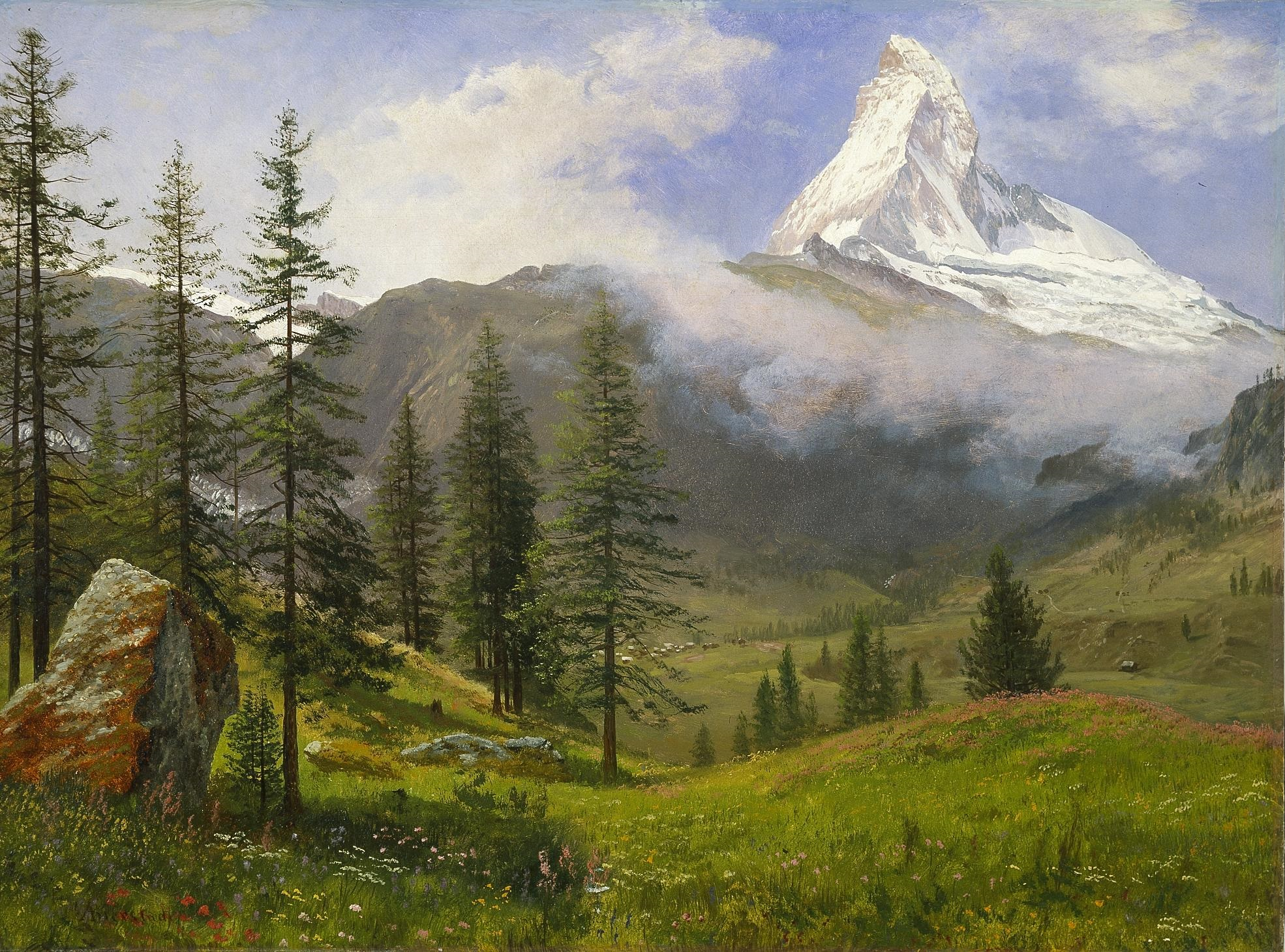
The Matterhorn, ca. 1867, Dallas Museum of Art
Among the Sierra Nevada Mountains, 1868, Smithsonian American Art Museum, Washington
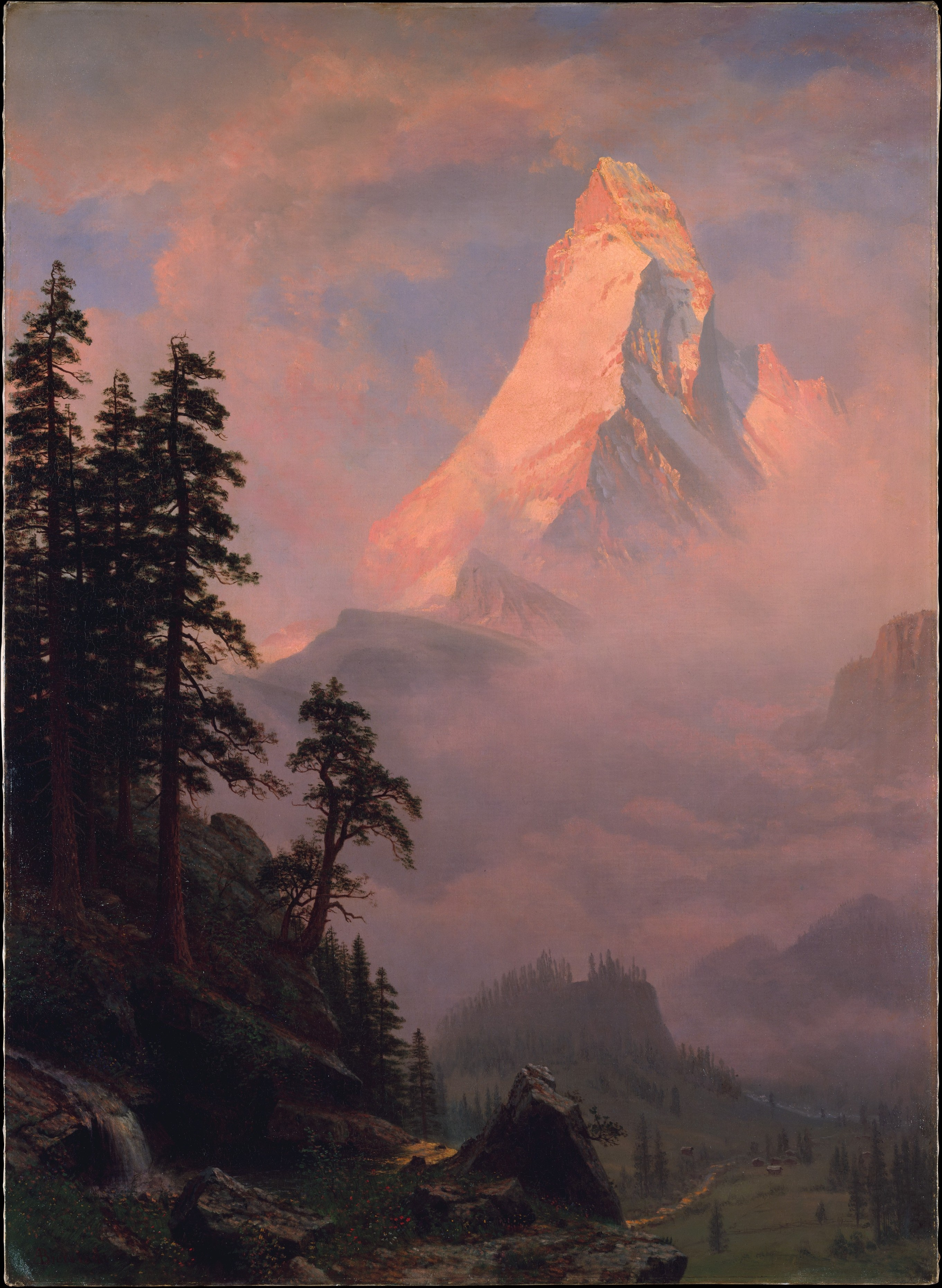
Sunrise on the Matterhorn, na 1875, Metropolitan Museum of Art, New York
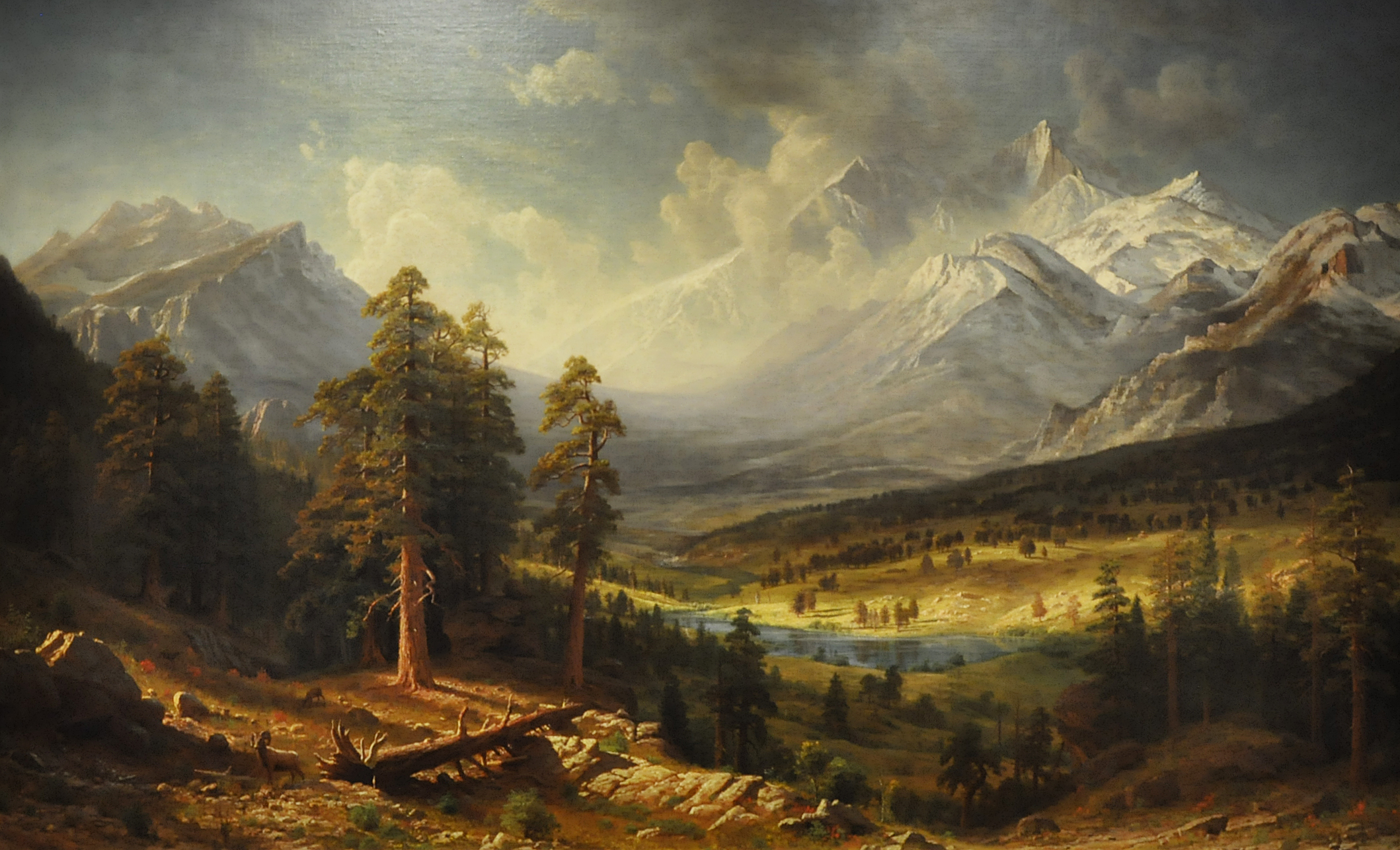
Estes Park, 1877, Denver Art Museum